# Camptopoeum mirabile
Camptopoeum mirabile là một loài Hymenoptera trong họ Andrenidae. Loài này được Morawitz mô tả khoa học năm 1875.